# Кузенков, Павел Владимирович
Па́вел Влади́мирович Кузенко́в (род. 19 июля 1969 или 1969, Москва) — российский историк-византинист, кандидат исторических наук (2006). Область научных интересов — историческая хронология, византийская хронография, история Византии, русско-византийские связи, история Церкви, церковно-государственные отношения, древневосточные (нехалкидонские) Церкви.

## Биография
Родился 19 июля 1969 годы в Москве в семье инженеров. В 1986—1992 годы обучался в МГТУ им. Н. Э. Баумана. В 1991—1992 годы работал брокером на Московской товарной бирже.
В 1992 году, окончив МГТУ им. Н. Э. Баумана, обстановке социально-экономической катастрофы не имел возможности работать по специальности. Осенью того же года, узнав об открытии в Москве Колледжа католической теологии святого Фомы Аквинского, записался в него в качестве лица православного исповедания и успешно прошел один год обучения. После образования в феврале 1993 года Православного университета святого Иоанна Богослова, поступил туда на Историко-филологический факультет. В 1993 году женился на Людмиле Викторовне Егоровой. Уникальная экспериментальная учебная программа историко-филологического факультета в первые годы существования Российского православного университета основной упор делала на изучение древних языков (10 древних и новых языков, всего 6256 часов из 11352) и византиноведение (3 основных и 4 специальных курса, всего 944 часов). Курсы и практические занятия вели в то время Николай Алексеевич Фёдоров, Н. И. Толстой, А. И. Сидоров, о. Валентин Асмус, М. В. Бибиков, Б. Л. Фонкич, А. А. Турилов, А. Г. Дунаев, И. С. Клочков, А. Л. Доброхотов, И. С. Свенцицкая, М. В. Панов, Н. И. Либан, диакон Андрей Кураев, священник Георгий Чистяков, А. Щедровицкий, С. Лёзов и другие специалисты. Но особенно теплые отношения у студентов, решивших посвятить себя византинистике, сложились с профессором Игорем Сергеевичем Чичуровым. В период его обучения, РПУ было переименовано в РПИ, а историко-филологический факультет был упразднён. В 1999 году получил квалификацию историк-преподаватель.
В августе 1998 году устроился на работу в Церковно-научный центр «Православная энциклопедия», где занимал должности от младшего редактора до заведующего объединённой редакцией Восточных христианских церквей; за работу награждён медалью преподобного Сергия Радонежского. Проработал там до 2006 года. Одновременно занимался научной работой в области византинистики, особенно русско-византийских отношений и христианской хронологии. Участвовал в научных конференциях в Москве и Санкт-Петербурге.
В 2000—2006 годы преподавал историю Византии и истории древней Церкви в Православном Свято-Тихоновском гуманитарном университете на историческом и богословском факультетах, читал курсы.
В июне 2006 года в Институте всеобщей истории защитил кандидатскую диссертацию «Христианские хронологические системы и их отражение в византийской хронографии (от раннехристианских писателей до Георгия Синкелла и Феофана Исповедника)» по специальности «всеобщая история». Руководитель — д.и.н., проф. И. С. Чичуров.
C 15 октября 2014 по 26 февраля 2020 годы преподавал на кафедре истории средних веков МГУ (доцент).
28 октября 2015 года в Александрийском дворце (здании Президиума Российской академии наук) патриарх Патриарх Московский и Всея Руси Кириллом награждён первой премией памяти митрополита Московского и Коломенского Макария (Булгакова) за 2014—2015 годы в номинации «История православной церкви» за свою монографию, посвящённую возникновению и развитию хронологических систем в христианской традиции «Христианские хронологические системы: История летосчисления в святоотеческой и восточнохристианской традиции III—XV веков».
с 2019 года - доцент Института общественных наук и международных отношений Севастопольского государственного университета 
24 августа 2023 года решением Священного Синода РПЦ введён в состав Синодальной библейско-богословской комиссии

## Публикации
- Поссидий Каламский. Жизнь Августина // Аврелий Августин. Исповедь. 1997. — C. 338—379 (в соавторстве с М. В. Грацианским)
- Свт. Фотий, Патр. Константинопольский. Окружное послание / Пер. с греч., вступ. ст. // Альфа и Омега. 1999. — № 3 (21). — С. 57-81.
- Свидетельства патриарха Фотия о нападении Руси на Константинополь в 860 г. и «первое крещение» Руси // Кафедра византийской и новогреческой филологии. 2000. — № 1. — С. 15-28
- Поход 860 г. на Константинополь и первое крещение Руси в средневековых письменных источниках // Древнейшие государства Восточной Европы. 2000. Проблемы источниковедения. — Москва: Восточная литература, 2003. — С. 3-172.
- Рецензия на кн.: Recherches sur la Chronique de Jean Malalas, I // Византийский временник, том 67. 2004. — С. 275—278
- Канонический аспект христианской хронологии // Ежегодная богословская конференция Православного Свтяо-Тихоновского гуманитарного университета. — Материалы 2005. Т. 1 / ред. прот. Владимир Воробьев. — М. : Издательство Православного Свято-Тихоновского гуманитарного университета, 2005. — 392 с. — С. 370—378
- «Хронография» Георгия Синкелла — Феофана Исповедника: хронологический аспект // ΚΑΝΙΣΚΙΟΝ: Юбилейный сборник в честь 60-летия проф. Игоря Сергеевича Чичурова. — М.: Изд-во ПСТГУ, 2006. — С. 156—168.
- «Великого книжника антиохийского возглашение о календах, нонах и идах»: трактат о римских древностях в древнеславянской кормчей // ΚΑΝΙΣΚΙΟΝ: Юбилейный сборник в честь 60-летия проф. Игоря Сергеевича Чичурова. — М.: Изд-во ПСТГУ, 2006. — С. 240—279.
- «Кривые Пасхи» и Благодатный Огонь в исторической ретроспективе // Вестник Московского университета. Серия 13. Востоковедение. Изд-во Моск. ун-та (М.). 2006. — № 4. — С. 3-29
- Календарно-пасхалистические традиции в Византии и на Руси в XI—XII вв.: Сопоставление календарных трактатов Михаила Пселла (1092 г.) и Кирика Новгородца (1136 г.) // Вестник церковной истории. 2006. — Вып. 2. — С. 102—135
- Споры о возрасте мира в Византии VII—XI вв. (О трех мировых эрах: александрийской, «протовизантийской» и византийской) // Византийский временник. 2007. — Т. 66 (91). — С. 93-124.
- Хронологические расчеты у Климента Александрийского и происхождение традиционных дат Рождества и Богоявления // Вестник ПСТГУ. Сер. I: Богословие. Философия. 2007. — № 3 (19). — С. 7-21. (в соавторстве с К. А. Панченко)
- Рецензия на кн.: A. Mosshammer. The Easter Computus and the Origins of the Christian Era // Вестник Православного Свято-Тихоновского гуманитарного университета. Серия 1: Богословие. Философия. Религиоведение. Изд-во Правосл. Свято-Тихон. гуманитар. ун-т (М.), том 4. 2008. — № 28. — С. 66-74
- Русские деятели на Православном Востоке глазами греческого историка. О книгах К. Папулидиса об архимандрите Антонине (Капустине) и епископе Порфирии (Успенском) // Православный Палестинский сборник, том 106. 2008. — С. 346—362
- Послание афонских игуменов к царю Алексею Михайловичу с просьбой о помощи Росикону (1667 г.) // Богословский вестник. 2009. — № 10. — С. 422—432 (в соавторстве с Д. В. Зубовым)
- Реальная политика или великодержавная идеология? Византийская дипломатия X в. по данным трактатов Константина Багрянородного // История: дар и долг. Юбилейный сборник в честь Александра Васильевича Назаренко. — М.; СПб, 2010. — C. 73-99
- Correction of the Easter computus: heresy or necessity? Fourteenth century Byzantine forerunners of the Gregorian reform // Orthodoxy and heresy in Byzantium: The definition and the notion of Orthodoxy and some other studies on the heresies and the non-Christian religions. — Rome, 2010. — С. 147—158
- Вступительная статья; Библиографическое приложение // Острогорский Г. А. История Византийского государства. — М., 2011.
- Кому адресован трактат Николая Кавасилы «О беззаконных дерзновениях архонтов»? // Византийский временник, том 70. 2011. — С. 151—164
- Политика и «полития» в византийской традиции // Журнал Московской патриархии. 2011. — № 7. — С. 36-39
- Русь Олега у Константинополя в 904 году // Причерноморье в средние века. — Вып. 8. — М.; СПб., 2011. — С. 7-35.
- О происхождении александрийской эры: (По поводу новой книги А. Моссхаммера) // ΘΕΟΔΟΥΛΟΣ. Сборник памяти проф. И. С. Чичурова. — М., 2012. — С. 116—170.
- Из истории начального этапа византийско-русских отношений // Исторический вестник, издательство Автономная некоммерческая организация по созданию, поддержке и развитию историко-культурной электронной энциклопедии и библиотеки «Руниверс» (Москва). 2012. — № 1. — С. 54-99
- Пасхалии и летосчисления на примерах систем Анатолия Лаодикийского и Андрея Константинопольского: богословские и астрономические аспекты // Богословские труды, том 43. — С. 503—540
- Прп. Максим Исповедник. Пасхалистический трактат (предисл., пер. с древнегреч. и коммент.) // Богословские труды. 2012. — Вып. 43/44. — С.99-178.
- Пасхалистический трактат прп. Максима Исповедника // Богословские труды. 2012. — Вып. 43/44. — С. 503—540.
- Трактат Николая Кавасилы «О беззаконных дерзостях архонтов в отношении священных [имуществ» (перевод) // Византийский Временник. Том 71 (96). 2012. — С. 246—285
- Астрология и политика в Византии V века // Византийский временник. Том 72 (97). 2013. — С. 166—198 (в соавторстве с Р. В. Бролем)
- Мы радуемся успеху экспозиции «Моя история. Романовы» // Журнал Московской Патриархии. 2013. — № 12. — С. 16-17
- Канонический статус Константинополя и его интерпретация в Византии // Вестник ПСТГУ. Серия I: Богословие. Философия. 2014. — Вып. 3 (53). — С. 25-51.
- Грамота Иерусалимского Патриарха Нектария к царю Алексею Михайловичу с просьбой о помощи монастырям Афона (апрель 1664 г.) // Русский Афон. Научный альманах. — Вып. 1/2015. — М. : Институт Русского Афона, 2015. — 252 с. — С. 61-72
  - Грамота Иерусалимского Патриарха Нектария к царю Алексею Михайловичу с просьбой о помощи монастырям Афона (апрель 1664 г.) // Афонское наследие: Научный альманах. — Чернигов, 2015. — C. 66-77 (в соавторстве с Д. В. Зубовым)
- «Еврейский» календарь у Георгия Синкелла // Античная древность и средние века. — Екатеринбург, 2015. — Вып. 43. — С. 152—162.
- Почему удались арабские завоевания? // Восточная коллекция. — М.: Рос. гос. б-ка. 2015. — № 3. — С. 2-14 (в соавторстве с К. А. Панченко)
- Топография походов руси на Константинополь в IX—XI вв. // Византийский Временник. Том 74 (99). 2015. — С. 83-101
- «Русский вектор» византийской политики при Романе IV Диогене и Михаиле VII Дуке: (К гипотезе академика В. Г. Васильевского) // Византийский временник. Том 100 (75). 2016. — С. 254—278
- Росон — Русик — Россикон: из истории названия Русского монастыря на Афоне // Византийские очерки. Труды российских ученых к XXIII Международному конгрессу византинистов, серия Новая византийская библиотека. — СПб.: Алетейя, 2016. — C. 111—120
- Византийское наследие в российской государственной традиции // История Греции в Московском государственном университете имени М. В. Ломоносова: от античности до наших дней, серия Труды исторического факультета МГУ. Федеральное государственное бюджетное образовательное учреждение высшего образования «Московский государственный университет им. М. В. Ломоносова» (Исторический факультет) (Москва), том 91. 2017. — C. 121—134
- Определение эпохи создания современной пасхалии на основе астрономических данных // Сретенский сборник — Выпуск 7-8. 2017. — С. 329—338
- Рождение Христианского Востока как трансформация эллинистической культуры // Исторический вестник. 2017 — № 20 (167). — С. 14-31
- Папа Лев Великий и пасхалистические споры середины V века в контексте межцерковных и церковно-государственных отношений // Византийский временник. Том 102. 2018. — С. 71-95 (в соавторстве с М. В. Грацианским)
- Хронология в «Откровении» Псевдо-Мефодия Патарского // Византийский временник. Том 102. 2018. — С. 152—164 (в соавторстве с Е. А. Заболотным)
- Подходы к формированию и анализу свода данных по истории Византии // Византийский временник. Том 103. 2019. — С. 13-31 (в соавторстве с Н. И. Быстрицким)
- Эпиграфические свидетельства введения эры «от сотворения мира» // Звучат лишь Письмена. К юбилею Альбины Александровны Медынцевой. — М.: Институт археологии РАН, 2019. — C. 89-100
- Самоидентификация империи: версия Мануила I Комнина // Исторический вестник. Война. Крестовые походы. Идентичность. Т. 31. — 2020. — С. 26-59
- Понимание «вселенскости» в православной традиции // Причины и вызовы текущего кризиса межправославных отношений: Материалы научно-практической конференции (ПСТГУ, 25-26 февраля 2019 года). — М., 2020. — C. 97-113.
- Глава 1. Иностранные матери халифов // Арабский и исламский мир в Средние века: от Иберийского полуострова до Средней Азии / отв. ред. Д. Е. Мишин. — М.: Институт востоковедения РАН, 2021. — С. 8—20. — 288 с.

- АЛЕКСИЙ СТУДИТ // Православная энциклопедия. — М., 2000. — Т. I : А — Алексий Студит. — С. 722. — 40 000 экз. — ISBN 5-89572-006-4.
- ВАСИЛИЙ I МАКЕДОНЯНИН // Православная энциклопедия. — М., 2004. — Т. VII : Варшавская епархия — Веротерпимость. — С. 100-102. — 39 000 экз. — ISBN 5-89572-010-2. (в соавторстве с П. И. Жаворонковым)
- ВИЗАНТИЙСКАЯ ИМПЕРИЯ. ЧАСТЬ II // Православная энциклопедия. — М., 2004. — Т. VIII : Вероучение — Владимиро-Волынская епархия. — С. 181-252. — 39 000 экз. — ISBN 5-89572-014-5. (часть статьи)
- ВСЕЛЕНСКИЙ VII СОБОР // Православная энциклопедия. — М., 2005. — Т. IX : Владимирская икона Божией Матери — Второе пришествие. — С. 645-660. — 39 000 экз. — ISBN 5-89572-015-3. (часть статьи)
- ГЕЛЬЦЕР // Православная энциклопедия. — М., 2005. — Т. X : Второзаконие — Георгий. — С. 567-568. — 39 000 экз. — ISBN 5-89572-016-1.
- ГЕОРГИЙ // Православная энциклопедия. — М., 2006. — Т. XI : Георгий — Гомар. — С. 28. — 39 000 экз. — ISBN 5-89572-017-X.
- ГЕОРГИЙ СИНКЕЛЛ // Православная энциклопедия. — М., 2006. — Т. XI : Георгий — Гомар. — С. 79-81. — 39 000 экз. — ISBN 5-89572-017-X. (в соавторстве с И. Н. Поповым)
- ГЕФЕЛЕ // Православная энциклопедия. — М., 2006. — Т. XI : Георгий — Гомар. — С. 431. — 39 000 экз. — ISBN 5-89572-017-X.
- ДИМИТРИЙ Александрович Лебедев // Православная энциклопедия. — М., 2007. — Т. XV : Димитрий — Дополнения к „Актам Историческим“. — С. 46-47. — 39 000 экз. — ISBN 978-5-89572-026-4. (в соавторстве с игуменом Дамаскином (Орловским))
- ДИОНИСИЙ МАЛЫЙ // Православная энциклопедия. — М., 2007. — Т. XV : Димитрий — Дополнения к „Актам Историческим“. — С. 349-352. — 39 000 экз. — ISBN 978-5-89572-026-4.
- ДОМЕСТИК // Православная энциклопедия. — М., 2007. — Т. XV : Димитрий — Дополнения к „Актам Историческим“. — С. 601-602. — 39 000 экз. — ISBN 978-5-89572-026-4.
- ДУКА // Православная энциклопедия. — М., 2007. — Т. XVI : Дор — Евангелическая церковь союза. — С. 326. — 39 000 экз. — ISBN 978-5-89572-028-8.
- ЕВФИМИЙ II (I) // Православная энциклопедия. — М., 2008. — Т. XVII : Евангелическая церковь чешских братьев — Египет. — С. 423-424. — 39 000 экз. — ISBN 978-5-89572-030-1.
- ЗВЕЗДА ВОЛХВОВ // Православная энциклопедия. — М., 2008. — Т. XIX : Ефесянам послание — Зверев. — С. 731-734. — 39 000 экз. — ISBN 978-5-89572-034-9.
- ЗИЛОТЫ // Православная энциклопедия. — М., 2009. — Т. XX : Зверин в честь Покрова Пресвятой Богородицы женский монастырь — Иверия. — С. 127-131. — 39 000 экз. — ISBN 978-5-89572-036-3.
- ИАКОВ ПАРКЕФИМИС // Православная энциклопедия. — М., 2009. — Т. XX : Зверин в честь Покрова Пресвятой Богородицы женский монастырь — Иверия. — С. 547. — 39 000 экз. — ISBN 978-5-89572-036-3.
- ИЕРАКС // Православная энциклопедия. — М., 2009. — Т. XXI : Иверская икона Божией матери — Икиматарий. — С. 246. — 39 000 экз. — ISBN 978-5-89572-038-7.
- ИЕРИССКАЯ, СВЯТОГОРСКАЯ И АРДАМЕРИЙСКАЯ МИТРОПОЛИЯ // Православная энциклопедия. — М., 2009. — Т. XXI : Иверская икона Божией матери — Икиматарий. — С. 304-306. — 39 000 экз. — ISBN 978-5-89572-038-7.
- ИЕРОКЛ // Православная энциклопедия. — М., 2009. — Т. XXI : Иверская икона Божией матери — Икиматарий. — С. 313. — 39 000 экз. — ISBN 978-5-89572-038-7.
- ИЕРОНИМ ИЕРУСАЛИМСКИЙ // Православная энциклопедия. — М., 2009. — Т. XXI : Иверская икона Божией матери — Икиматарий. — С. 333. — 39 000 экз. — ISBN 978-5-89572-038-7.
- ИНДИКТ // Православная энциклопедия. — М., 2009. — Т. XXII : Икона — Иннокентий. — С. 552-553. — 39 000 экз. — ISBN 978-5-89572-040-0.
- ИНДИКТИОН ВЕЛИКИЙ // Православная энциклопедия. — М., 2009. — Т. XXII : Икона — Иннокентий. — С. 553-554. — 39 000 экз. — ISBN 978-5-89572-040-0.
- ИОАНН I // Православная энциклопедия. — М., 2010. — Т. XXIII : Иннокентий — Иоанн Влах. — С. 576-577. — 39 000 экз. — ISBN 978-5-89572-042-4.
- ИОАНН V ПАЛЕОЛОГ // Православная энциклопедия. — М., 2010. — Т. XXIII : Иннокентий — Иоанн Влах. — С. 595-597. — 39 000 экз. — ISBN 978-5-89572-042-4.
- ИРАКЛИЙ // Православная энциклопедия. — М., 2011. — Т. XXVI : Иосиф I Галисиот — Исаак Сирин. — С. 280-292. — 39 000 экз. — ISBN 978-5-89572-048-6. (в соавторстве с И. Н. Поповым)
- ИСААК АРГИР // Православная энциклопедия. — М., 2011. — Т. XXVI : Иосиф I Галисиот — Исаак Сирин. — С. 686-693. — 39 000 экз. — ISBN 978-5-89572-048-6. (часть статьи)
- КОНСТАНТИН VII БАГРЯНОРОДНЫЙ // Православная энциклопедия. — М., 2015. — Т. XXXVII : Константин — Корин. — С. 47-56. — 33 000 экз. — ISBN 978-5-89572-045-5. (часть статьи)
- КОНСТАНТИНОПОЛЬСКИЕ СОБОРЫ // Православная энциклопедия. — М., 2015. — Т. XXXVII : Константин — Корин. — С. 299-343. — 33 000 экз. — ISBN 978-5-89572-045-5. (часть статьи)
- КОНСТАНТИНОПОЛЬСКАЯ ПРАВОСЛАВНАЯ ЦЕРКОВЬ // Православная энциклопедия. — М., 2015. — Т. XXXVII : Константин — Корин. — С. 193-299. — 33 000 экз. — ISBN 978-5-89572-045-5. (часть статьи)
- МИХАИЛ I КИРУЛАРИЙ // Православная энциклопедия. — М., 2017. — Т. XLV : Мерри Дель Валь — Михаил Парехели. — С. 669-672. — 39 000 экз. — ISBN 978-5-89572-052-3.
- НИКОЛАЙ II ХРИСОВЕРГ // Православная энциклопедия. — М., 2018. — Т. L : Никодим — Никон, Патриарх Антиохийский. — С. 374-375. — 39 000 экз. — ISBN 978-5-89572-057-8.

- Хроника Симеона Магистра и Логофета. — Москва: Университет Дмитрия Пожарского, 2014. — 264 с. — ISBN 978-5-91244-135-6. (в соавторстве с А. Ю. Виноградовым)
- Христианские хронологические системы: История летосчисления в святоотеческой и восточнохристианской традиции. — Москва: Русский издательский центр, 2015. — 992 с. — ISBN 978-5-4249-0041-0.
- Святитель Фотий, патриарх Константинопольский. Антилатинские сочинения. — Москва: Общецерковная аспирантура и докторантура имени свв. Кирилла и Мефодия, 2015. — 244 с. — ISBN 978-5-9065-4308-0. (в соавторстве с Д. Е. Афиногеновым)
  - Антилатинские сочинения / святитель Фотий Патриарх Константинопольский ; перевод с древнегреческого Д. Е. Афиногенова и П. В. Кузенкова. — 2-е изд. — Москва: Познание, 2017. — 244 с. — (Книжная серия «Патристические исследования и переводы» = Book series «Patrisic studies and translations»). — 1000 экз. — ISBN 978-5-9908681-0-6.
  - Антилатинские сочинения / святитель Фотий Патриарх Константинопольский ; перевод с древнегреческого Д. Е. Афиногенова и П. В. Кузенкова. — 3-е изд. — Москва: Познание, 2019. — 244 с. — (Книжная серия «Патристические исследования и переводы» = Book series «Patrisic studies and translations»). — 1000 экз. — ISBN 978-5-906960-67-2.
- Логос. Мир. Человек : космология святого Максима Исповедника. — Москва: Изд-во Сретенского монастыря, 2020. — 150 с. — 2000 экз. — ISBN 978-5-7533-1586-1 .
- Промысл Бога и свобода человека по творениям святого Максима Исповедника. — Москва: Изд-во Сретенского монастыря, 2021. — 184 с. — 2000 экз. — ISBN 978-5-7533-1673-8.
- Первенство Константинополя. Факты против мифов. — М.: Торговый Дом «Познание», 2022. — ISBN 978-5-6044876-7-9.